# Портрет Симонетты Веспуччи
«Портрет Симонетты Веспуччи» — картина видного представителя итальянского Ренессанса Пьеро ди Козимо. На портрете, возможно, изображена Симонетта Веспуччи, одна из самых красивых женщин эпохи Ренессанса, возлюбленная Джулиано Медичи, младшего брата Лоренцо Медичи. 

## Прекраснейшая женщина эпохи Ренессанса
Стиль портрета, выбранный на этой картине Пьеро ди Козимо, считался к тому времени уже устаревшим. Скорее всего, художник использовал за основу для портрета одну из медалей, на которой Симонетта Веспуччи была изображена в профиль. Симонетты ко времени создания портрета уже не было в живых: она умерла в 1476 году в возрасте двадцати двух лет от чахотки.
Флорентийской поэт Анджело Полициано воспел её красоту и грацию такими строками:

Она бела и в белое одета;

Убор на ней цветами и травой

Расписан; кудри золотого цвета

Чело венчают робкою волной.

Улыбка леса — добрая примета:

Никто, ничто ей не грозит бедой.

В ней кротость величавая царицы,

Но гром затихнет, вскинь она ресницы.

Полициано восхищается её золотыми кудрями, венчающими лицо. На полотне Пьеро ди Козимо, напротив, волосы у Симонетты искусно уложены в сложную причёску из кос, переплетённых жемчужными ожерельями и украшенных крупным жемчугом. Мода на высоко выбритый лоб была распространена в последней четверти XV в. в аристократических кругах не только Италии, но и Нидерландов.

## Атрибуты в портрете
Пьеро ди Козимо запечатлел Симонетту на фоне выразительного ландшафта. Тёмные облака на заднем плане почти повторяют профиль Симонетты и вероятно должны символизировать преждевременную смерть девушки, также как и высохшее дерево слева, которое являлось символом смерти на многих полотнах итальянского Ренессанса. О смерти изображённой на портрете говорит и Аспид, обвившийся вокруг цепочки на шее Симонетты. Джорджо Вазари видел в этом символе указание на Клеопатру, которая умерла от укуса змеи. По другой интерпретации, согласно античной мифографии змея, кусающая себя в хвост, является аллегорией вечности или символом обновления жизни и принадлежит Янусу, богу нового года, и Сатурну (Хроносу) — отцу времени. Надпись внизу картины гласит Ianuensis (принадлежащая Янусу). Змея считалась также символом мудрости: Симонетта, по свидетельству современников, была удивительно умной и рассудительной женщиной.
Обнажённая грудь не воспринималась обществом как нечто шокирующее. Как и у Тициана в его «Венере Урбинской», это скорее всего символ «Venus pudica» — Венеры благопристойной, а также символ невесты.

## Проблема идентификации
Выдающийся исследователь итальянского искусства В. Н. Гращенков вообще отвергал мысль о том, что её реалистичные портреты сохранились:
«Литераторы и историки искусства недавнего прошлого почти в каждом женском профиле позднего кватроченто, который стилистически тяготел к Боттичелли (а иногда и вовсе не тяготел), желали видеть образ Симонетты Веспуччи, созданный почти целиком псевдоромантическим воображением авторов XIX века. Помимо упомянутых женских профильных портретов круга Боттичелли образ Симонетты опознавался, например, в картине из бывшего собрания Кук в Ричмонде (Англия), где молодая женщина, изображённая на фоне пейзажа, выдавливает из соска тонкую струйку молока. Но совершенно очевидно, что в этой работе какого-то подражателя Боттичелли мы имеем дело даже не с воображаемым портретом, а с аллегорией Плодородия. Точно также изображением Симонетты традиционно считалась картина Пьеро ди Козимо (Шантийи, музей Конде), написанная им в раннюю пору, около 1485—1490 годов. Картина долгое время находилась во владении семьи Веспуччи, и этот факт объясняет надпись, сделанную у нижней кромки и так смущавшую всех ранних авторов, — „Simonetta Ianvensis Vespyccia“. Однако никого не смутило то, что изображённая на фоне пейзажа с грозовыми облаками изящная девичья полуфигура наделена фантастически причудливой причёской, перевитой нитями с жемчужиной, и представлена с открытой грудью, подобно какой-нибудь античной нимфе. С её стройной шеи свисает золотая цепочка, которую обвивает змейка, готовая ужалить свой собственный хвост. Это давало повод называть этот загадочный образ Клеопатрой. Отмечалось также (сообщение И. Борсук), что змея, жалящая свой хвост, — эмблема Лоренцо ди Пьерфранческо Медичи, для которого Боттичелли написал „Весну“ и „Рождение Венеры“. Отсюда следовало предположение, что и картина Пьеро ди Козимо была написана по его заказу. Но как бы ни толковать сюжет этой картины, ясно только одно, что это — не портрет, а идеальный образ all’antica, навеянный классической мифологией. Зная нравы того времени, невозможно допустить, чтобы какая-нибудь именитая девушка или замужняя женщина была бы представлена на портрете с открытой грудью. Такая обнажённость — явное указание на имперсональность образа и его языческие реминисценции».

## Галерея

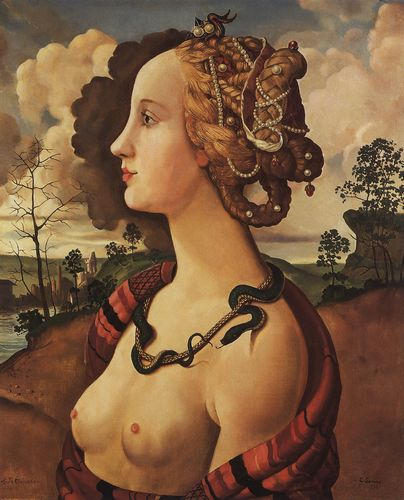
Константин Сомов, Копия портрета Симонетты Веспуччи, 1930-е, Музей Ашмолеан, Оксфорд